# Червона Жінка-Галк
Елізабет «Бетті» Росс (англ. Elizabeth «Betty» Ross), також Елізабет Талбот (англ. Elizabeth Talbot) та Елізабет Беннер (англ. Elizabeth Banner) — вигадана супергероїня, що з'являлась в американських коміксах, які видавалися Marvel Comics. Персонажка була створена Стеном Лі та Джеком Кірбі, вона вперше з'явилася в «The Incredible Hulk» #1 (травень 1962) як романтичний інтерес Галка, доктора Брюса Беннера. Елізабет Росс є дочкою генерала Тадесуа «Громовержця» Росса. Протягом багатьох років персонажка зазнала численних трансформацій, наприклад, Гарпія (англ. Harpy) або Червона Гарпія (англ. Red Harpy) та Червона-Жінка-Галк (англ. Red She-Hulk) або Жінка-Ралк (англ. She-Rulk).
Супергероїня була зображена акторкою Дженніфер Коннеллі у фільмі «Халк» (2003) і Лів Тайлер у фільмі, що входить у кінематографічний всесвіт Marvel, «Неймовірний Халк» (2008).

## Історія публікації
Бетті Росс дебютувала в коміксі «The Incredible Hulk» #1 (травень 1962) письменника Стена Лі та художника Джека Кірбі. Десятиліттями вона періодично з’являлася другорядним персонажем у різноманітних серіях Галка, слугуючи його найдовшою любов’ю. У 1989 році Бетті Росс Баннер отримала запис в «The Official Handbook of the Marvel Universe Update '89» #1.

## Коллекційні видання
| Назва                                  | Матеріали                              | Дата публікації | ISBN           |
| -------------------------------------- | -------------------------------------- | --------------- | -------------- |
| She-Hulks: Hunt for the Intelligencia  | She-Hulks #1-4 She-Hulk Sensational #1 | Червень 2011    | 978-0785150008 |
| Red She-Hulk Vol. 1: Hell Hath No Fury | Red She-Hulk #58–62                    | Квітень 2013    | 978-0785165316 |
| Red She-Hulk Vol. 2: Route 616         | Red She-Hulk #63–67                    | Вересень 2013   | 978-0785184461 |